# Mérope (Corinthe)
Pour les articles homonymes, voir Mérope.
Dans la mythologie grecque, Mérope ou Méropé (en grec classique, Μερόπη) est l'épouse de Polybe (roi de Corinthe) et la mère adoptive d'Œdipe.
Elle n'est citée que dans l’Œdipe roi de Sophocle et dans La Machine infernale de Jean Cocteau.
Elle est appelée Périboia par Hygin.